# Alfa Skorpidy
alfa Skorpidy (ASC) – coroczny rój meteorów aktywny od 1 maja do 31 maja. Jego radiant znajduje się w gwiazdozbiorze Skorpiona. Maksimum roju przypada na 16 maja, jego aktywność jest określana jako średnia, a obfitość roju wynosi 5 meteorów/h. Prędkość w atmosferze meteorów tego roju jest średnia (35 km/s).